# Jawajska Wikipedia
Jawajska Wikipedia – edycja językowa Wikipedii tworzona w języku jawajskim.
Na dzień 8 października 2008 roku edycja ta liczy 14.648 artykułów. W rankingu wszystkich edycji językowych, opublikowanym w dniu 1 lutego tegoż roku, zajmowała 74. pozycję.